# Philipp Hilbert
Philipp Hilbert (Frankenthal, 26 settembre 1911 – Frankenthal, 5 settembre 1992) è stato un ciclista su strada tedesco, professionista dal 1947 al 1950, vinse il Deutschland Tour 1948.

## Palmares
- 1947 (Individuale, una vittoria)

6ª tappa Deutschland Tour (Colonia > Colonia)
- 1948 (Exresse, una vittoria)

Classifica generale Deutschland Tour
- 1949 (Exresse, una vittoria)

12ª tappa Deutschland Tour (Garmisch-Partenkirchen > Bad Reichenhall)